# Кукушкіно (Калузька область)
Кукушкіно (рос. Кукушкино) — присілок в Ізносковському районі Калузької області Російської Федерації.
Населення становить 18 осіб. Входить до складу муніципального утворення Село Льнозавод.

## Історія
Від 2004 року входить до складу муніципального утворення Село Льнозавод

## Населення
| 2002 | 2010 |
| ---- | ---- |
| 16   | ↗18  |